# Baccalauréat (Québec)
Pour les articles homonymes, voir Baccalauréat et Bac.
Le baccalauréat est la formation du 1er cycle universitaire québécois. Il comporte habituellement 90 crédits (30 cours) et s’échelonne sur 3 années d’études à temps complet. 

## Admission
Au Québec, une formation pré-universitaire de deux années au niveau collégial mène aux études universitaires qui ont une durée de trois ou quatre ans.
Le baccalauréat est l’équivalent de la licence française : de ce fait, un baccalauréat obtenu dans un lycée français ou un diplôme d’études obtenu au terme de 13 années de scolarité est exigé pour être admis dans cette formation au Québec. Il peut être spécialisé dans une seule discipline ou obtenu par la combinaison de 2 ou 3 programmes d’études de 1er cycle (certificats, mineures, majeures) : on parle alors de baccalauréat par cumul de programmes. Le grade universitaire auquel mènent ces 2 types de baccalauréat est identique, et ce diplôme offre les mêmes possibilités sur le marché du travail.

## Diplôme
Normalement, les élèves commencent l'université à 20 ans (âge au 30 septembre). Le parcours typique des étudiants québécois qui poursuivent des études universitaires implique qu'ils ont complété, au minimum, 13 années d'études : six années d'études primaires, cinq années d'études secondaires et deux années d'études collégiales. Par exemple, le baccalauréat en psychologie est accordé après trois ans, alors que pour les études spécialisées — en génie, en éducation et en pharmacie — la durée est de quatre ans. La charge de travail, au premier cycle, pour un étudiant à temps plein est de cinq cours de trois crédits par semaine, soit un total de quinze heures de cours. Il s'effectue en trois ans pour les programmes de 90 crédits et en quatre ans pour les programmes spécialisés de 120 crédits (génie, enseignement et pratique sage-femme), à l'université après la formation pré-universitaire ou technique au collégial. En parallèle, chaque heure de cours demande environ deux heures de travail personnel à faire en dehors des cours.
Ce diplôme se classe au niveau 6 de la Classification internationale type de l'éducation 2011 (CITÉ 2011) et au niveau 5A de la CITÉ 1997.
Historiquement, il existait, de 1879 à 1969, au Canada français, et principalement au Québec, un baccalauréat ès arts qui était la sanction du cours classique. Il fut remplacé par le Diplôme d’études collégiales.

### Baccalauréat en administration des affaires
La partie anglophone du Canada utilise le terme Bachelor of Business Administration (BBA), alors que la partie francophone utilise le terme de baccalauréat en administration des affaires (BAA), pour désigner le même diplôme. Le programme de BBA ou BAA comprend des cours relatifs à la gestion des affaires en général, mais également des cours plus spécifiques liés à un domaine particulier de la gestion,,. La plupart de ces sujets peuvent faire l'objet d'une spécialisation.